# Matrice di co-occorrenza
La matrice di co-occorrenza (o anche GLCM Gray - Level Co-occurrence Matrix) è una matrice definita per un'immagine digitale.

## Definizione
In matematica la matrice di co-occorrenza {\displaystyle C} è definita per un'immagine {\displaystyle I} di dimensioni {\displaystyle n} x {\displaystyle m}, parametrizzata da un offset {\displaystyle (\Delta x,\Delta y)}, come:
{\displaystyle C_{\Delta x,\Delta y}(i,j)=\sum _{p=1}^{n}\sum _{q=1}^{m}{\begin{cases}1,&{\mbox{se }}I(p,q)=i{\mbox{ }}{\mbox{e }}I(p+\Delta x,q+\Delta y)=j\\0,&{\mbox{altrimenti}}\end{cases}}}
il valore dell'immagine si riferisce al valore di grigio dello specifico pixel. Il valore può essere qualsiasi, da un numero binario ad un valore di 32 bit per un'immagine a colori. Da notare che un'immagine a 32 bit genera una matrice di {\displaystyle 2^{32}\times 2^{32}}.
Una matrice di co-occorrenza misura le tessiture (texture mapping) dell'immagine. È inoltre possibile definire una matrice che può essere usata per il color mapping, ovvero per colorare un'immagine partendo da un'altra.
Inoltre, bisogna prestare attenzione alla parametrizzazione con {\displaystyle (\Delta x,\Delta y)}, che rende la matrice sensibile alle rotazioni.

## Codice
Una funzione MATLAB per il calcolo di questa matrice per due immagini binarie (valori 0 e 1), e':
```
function
 
M
=
getCoMatrix
(
M1,M2
)

  
M
 
=
 
zeros
(
2
);
 
% restituisce una matrice binaria 2x2 .

  
[
r
,
c
]
 
=
 
size
(
M1
);

  
for
 
i
=
1
:
r

      
for
 
j
=
1
:
c

          
v1
 
=
 
M1
(
i
,
j
)
+
1
;
 
% Aggiunge "1" al valore dell'immagine binaria, per ottenere l'indice della matrice.

          
v2
 
=
 
M2
(
i
,
j
)
+
1
;

          
M
(
v1
,
v2
)
 
=
 
M
(
v1
,
v2
)
+
1
;
 
% Incrementa il valore della matrice di co-occorrenza.

      
end

  
end

```